# Dorobanțu (župa Tulcea)
Dorobanțu je rumunská obec v župě Tulcea. V roce 2011 zde žilo 1 429 obyvatel. Obec se skládá z pěti částí.

## Části obce
- Dorobanțu – 776 obyvatel
- Ardealu – 0
- Cârjelari – 457
- Fântâna Oilor – 45
- Meșteru – 151